# Liste des cours d'eau du Manitoba

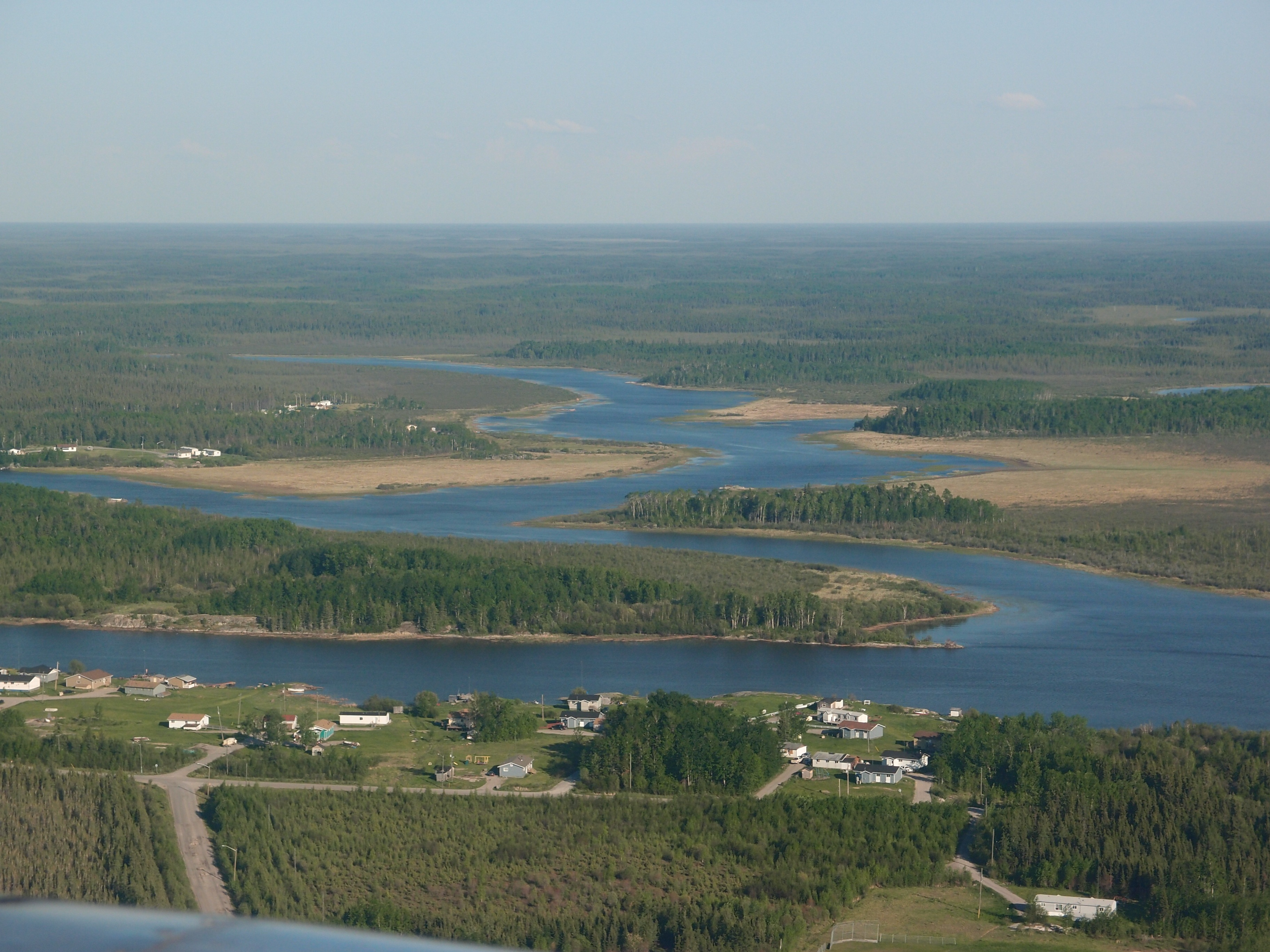
Le fleuve Nelson, près de Norway House, l'un des plus grands de la province.

La liste des cours d'eau du Manitoba répertorie de manière non exhaustive les rivières, fleuves et ruisseaux de la province du Manitoba, au Canada.

## Bassins versants
L'entièreté de la province du Manitoba est située dans le bassin hydrographique de la baie d'Hudson :
Fleuve Nelson

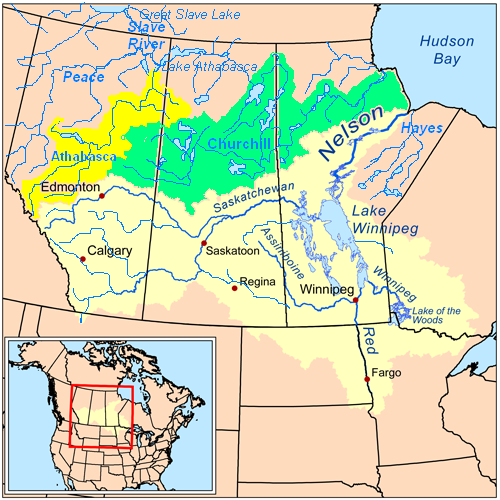
Bassins versants du Manitoba, de la Saskatchewan et de l'Alberta.

- Bassin versant du lac Winnipeg
  - Rivière Winnipeg
  - Rivière Rouge
    - Rivière Assiniboine
      - Rivière Qu'Appelle
      - Rivière Souris

  - Rivière Saskatchewan
    - Bassin versant du lac Winnipegosis

## A

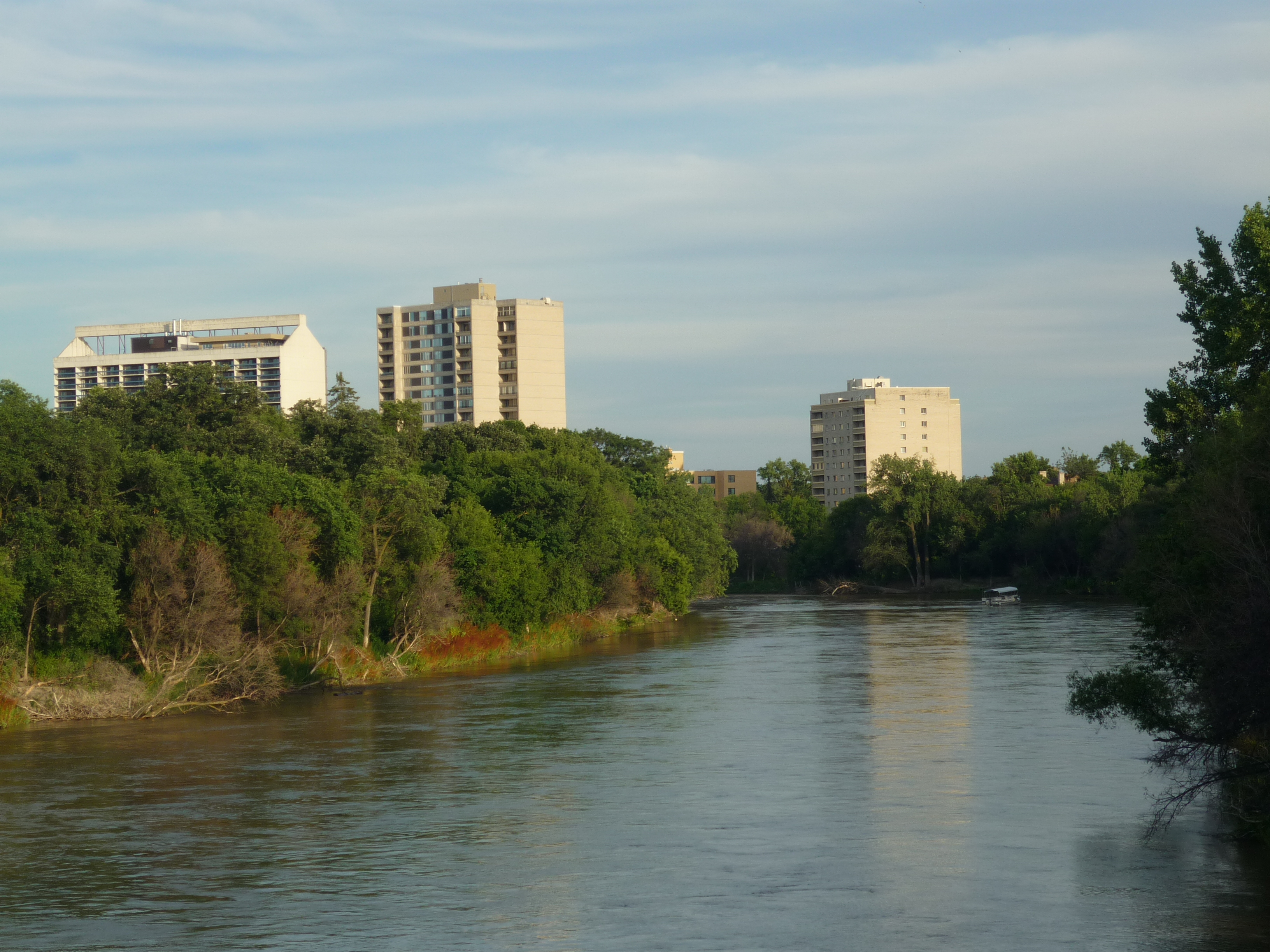
La rivière Assiniboine à Winnipeg.

- Rivière Antler
- Rivière Armit
- Rivière Armstrong
- Rivière Assean
- La rivière Assiniboine à Winnipeg.Rivière Assiniboine

## B

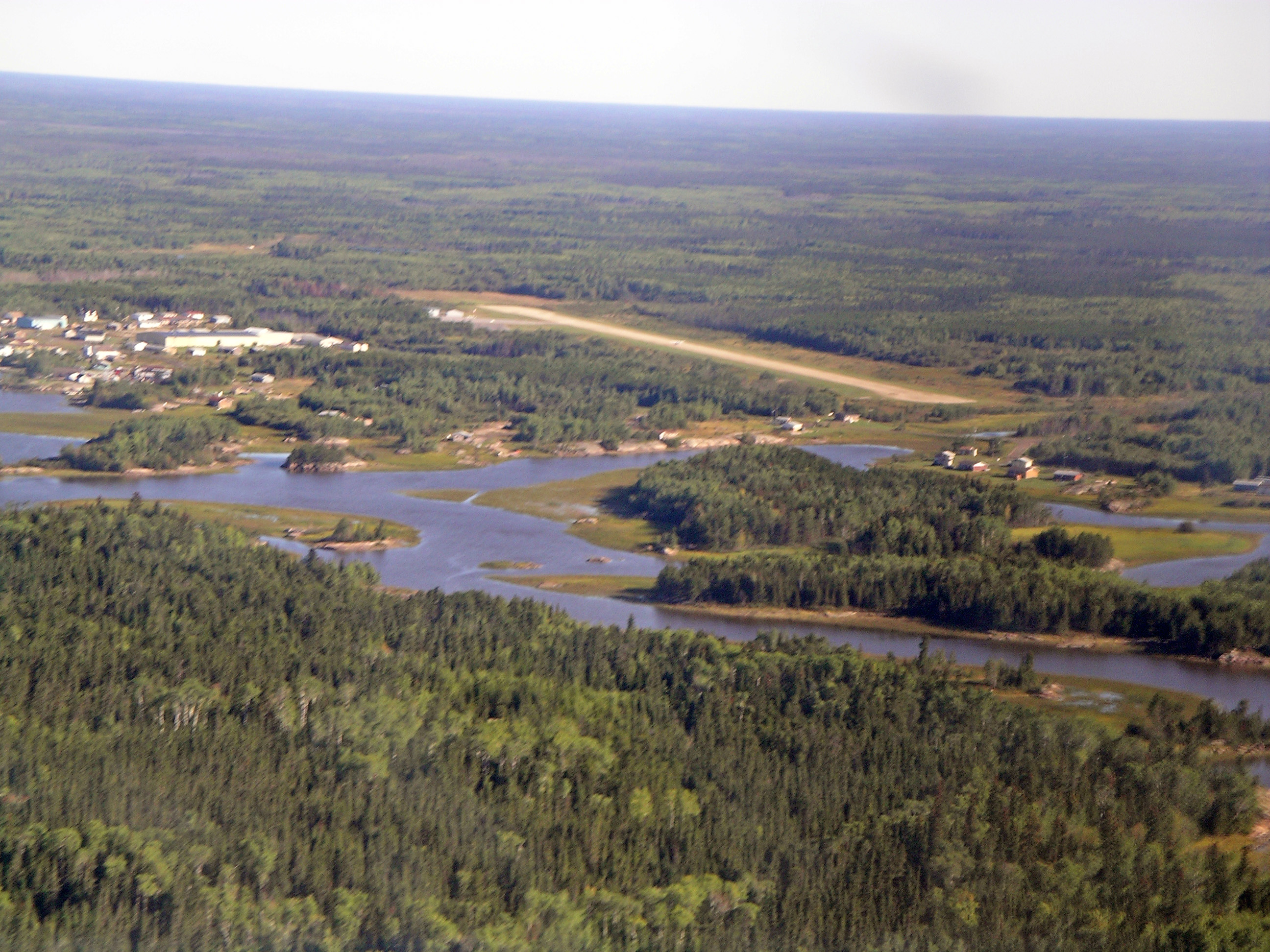
La rivière Bloodvein.

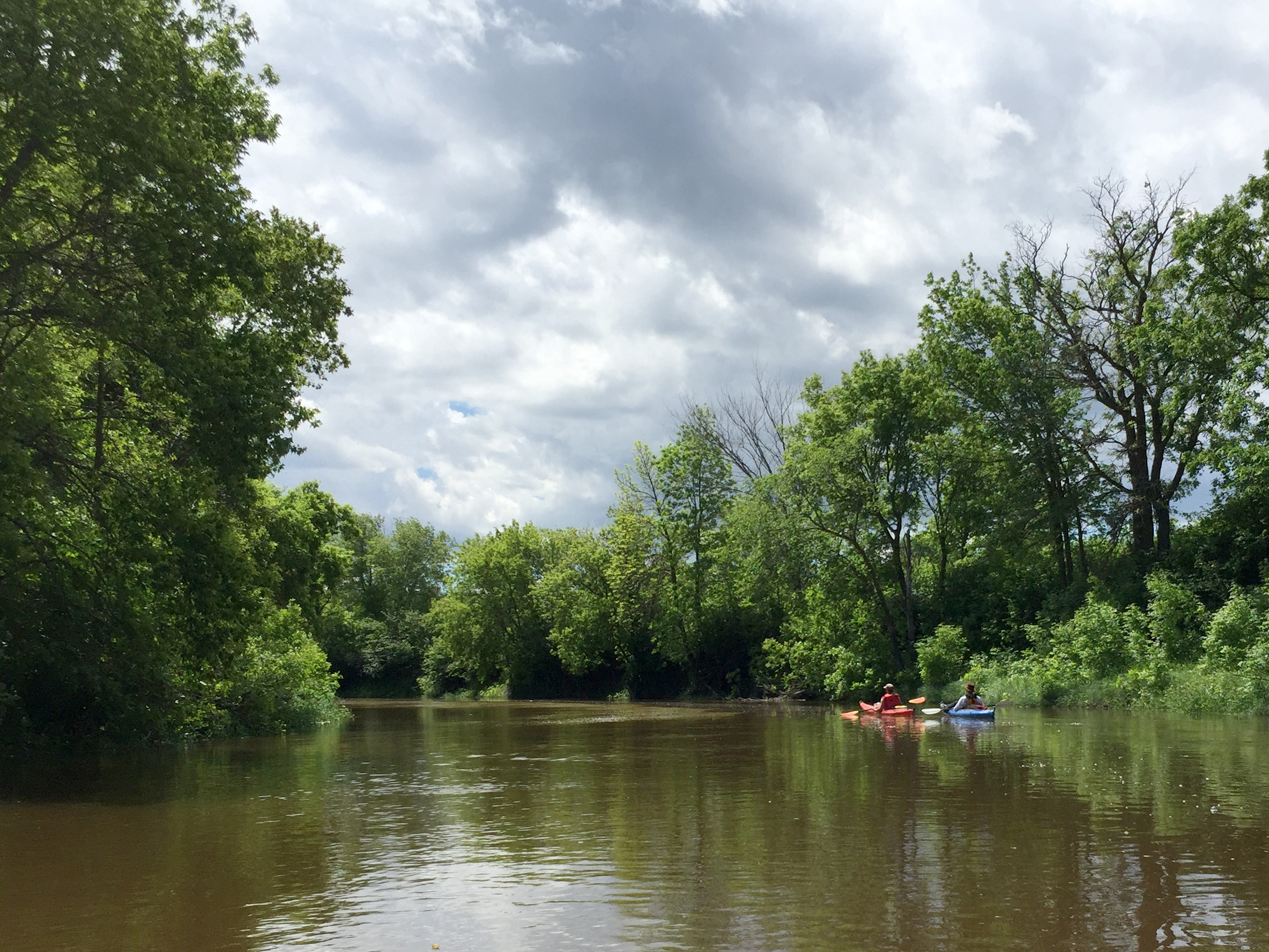
La rivière Brokenhead.

- Ruisseau Beaver
- Rivière Berens
- Ruisseau Black Duck
- Rivière Black Duck
- La rivière Bloodvein.Rivière Bloodvein
- Rivière Bolton
- Ruisseau Bottes
- Ruisseau Boundary
- Rivière Boyne
- Rivière Broad
- La rivière Brokenhead.Rivière Brokenhead
- Rivière Burntwood

## C

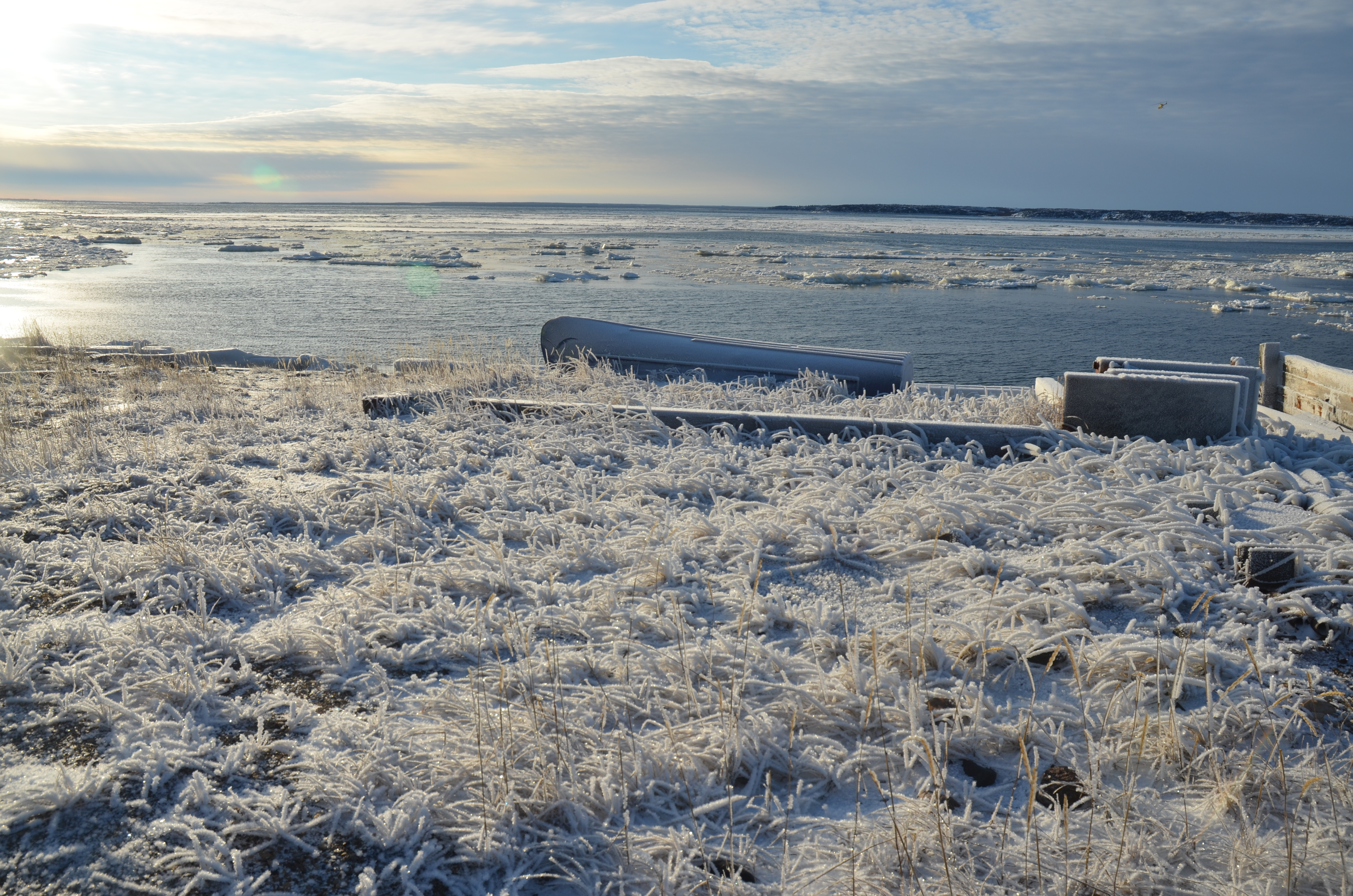
La rivière Churchill à Churchill.

- Rivière Caribou
- La rivière Churchill à Churchill.Rivière Carrot
- Rivière Churchill
- Rivière Cochrane
- Rivière Cypress

## D
- Rivière Dauphin

## E
- Rivière Echimamish
- Rivière Echoing

## F

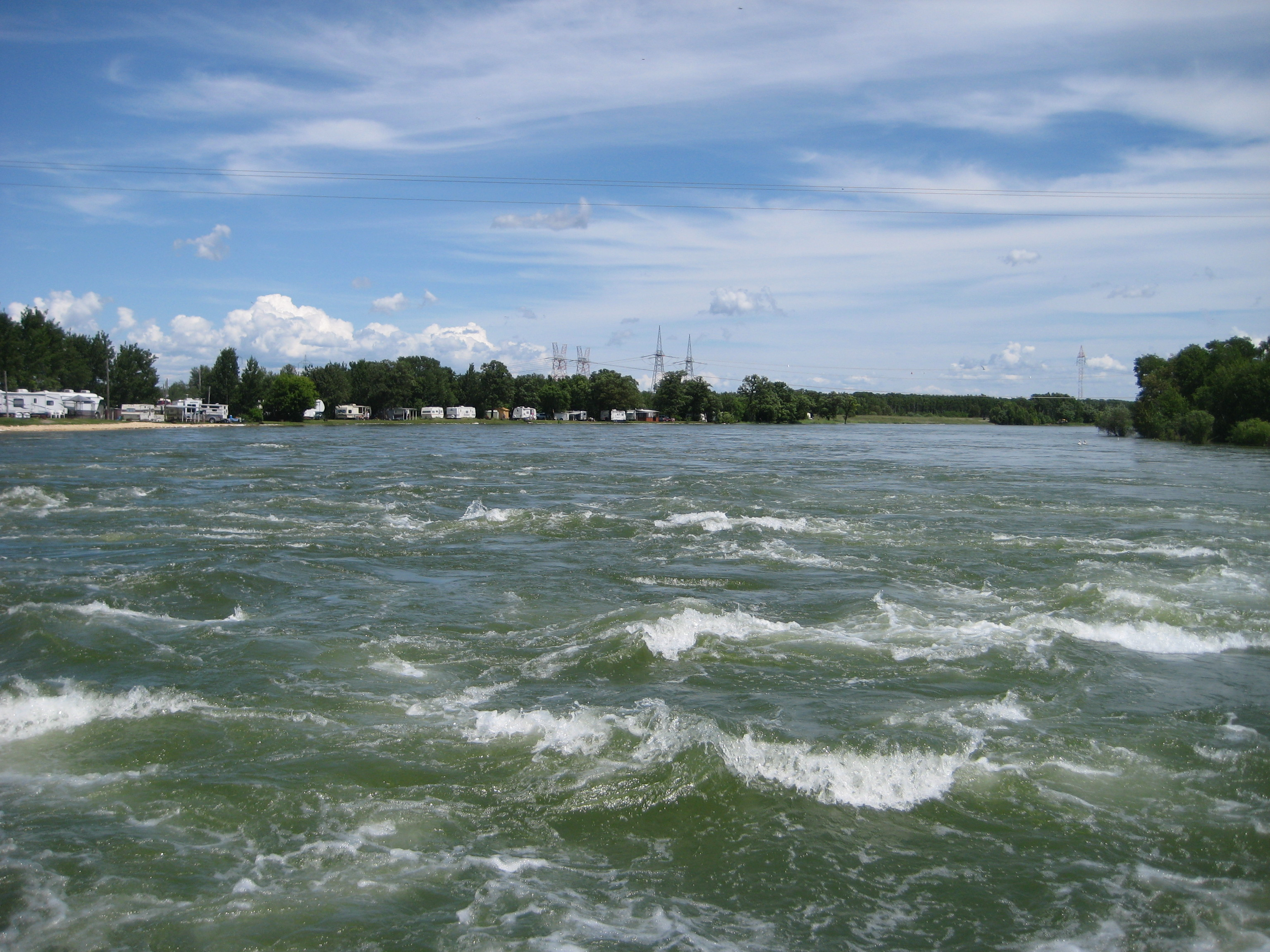
La rivière Fairford.

- La rivière Fairford.Rivière Fairford
- Rivière Fox

## G

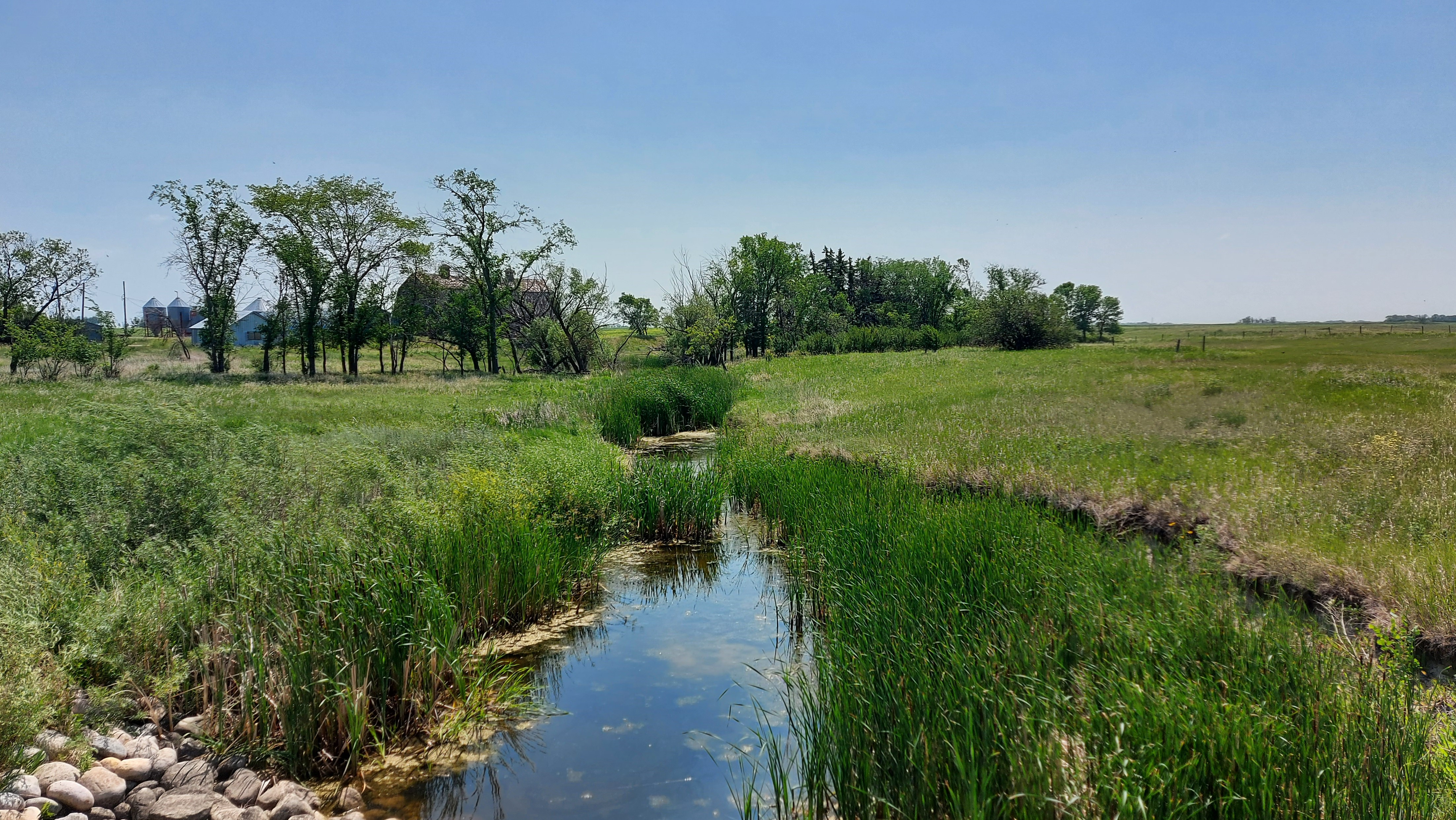
Le ruisseau Graham.

- Ruisseau Gainsborough
- Le ruisseau Graham.Rivière Gods
- Ruisseau Goose
- Rivière Goose
- Ruisseau Graham
- Rivière Grass

## H
- Rivière Hargrave
- Rivière Hayes

## J
- Rivière Joe

## L

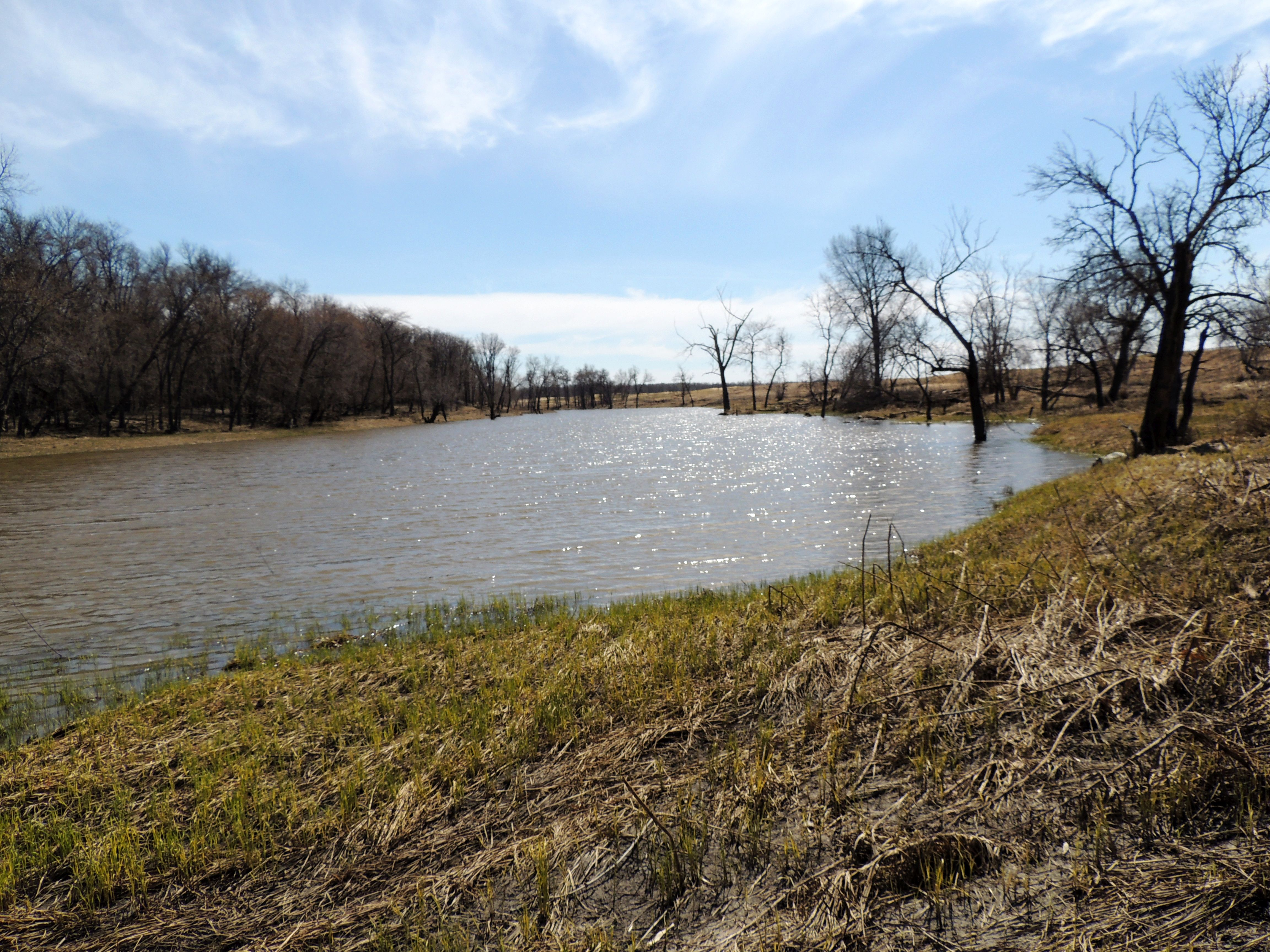
La rivière La Salle.

- La rivière La Salle.Rivière La Salle
- Ruisseau Leslie
- Rivière Limestone
- Rivière Little Churchill
- Rivière Little Partridge
- Rivière Little Saskatchewan

## M

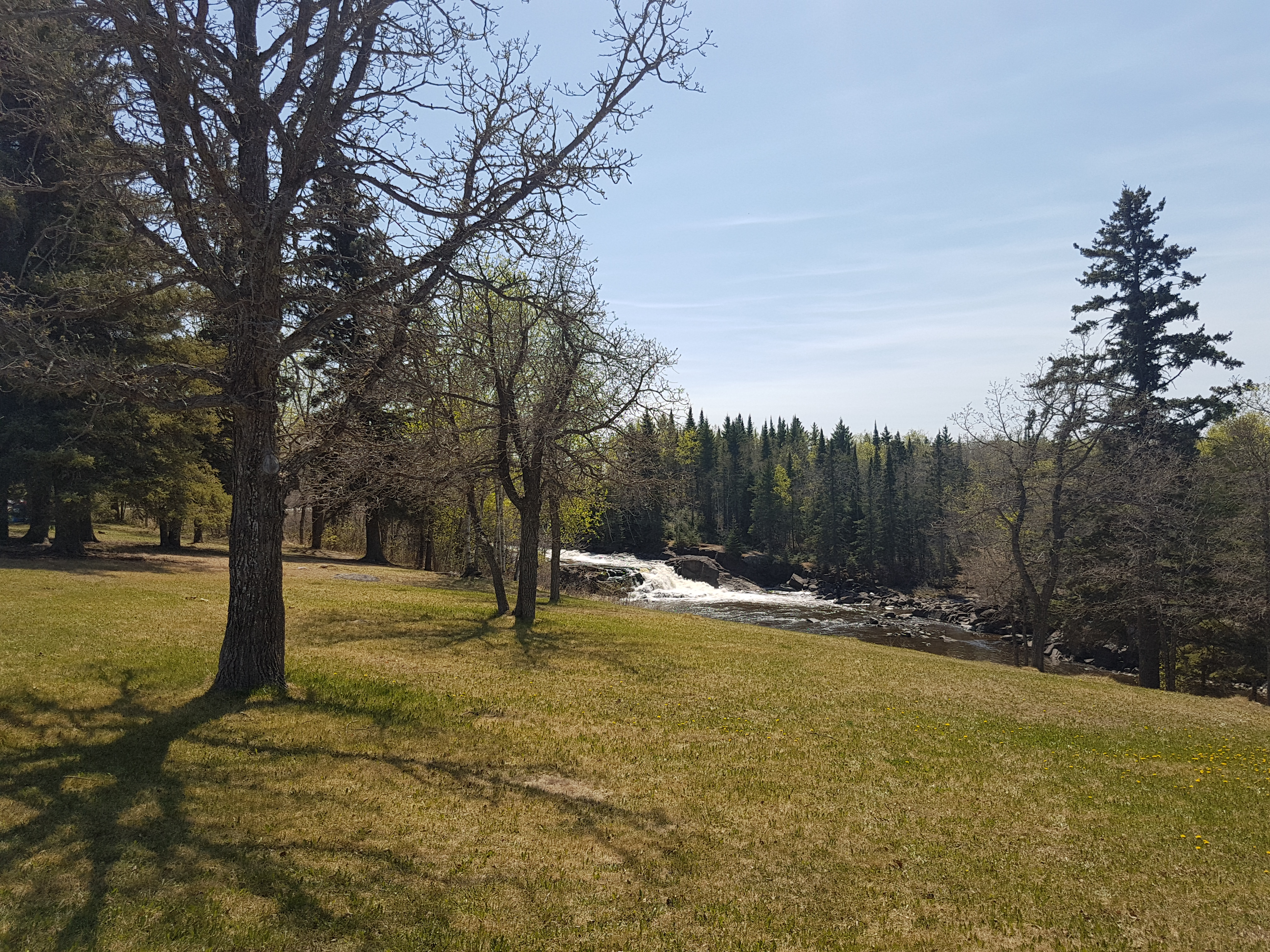
La rivière Manigotagan.

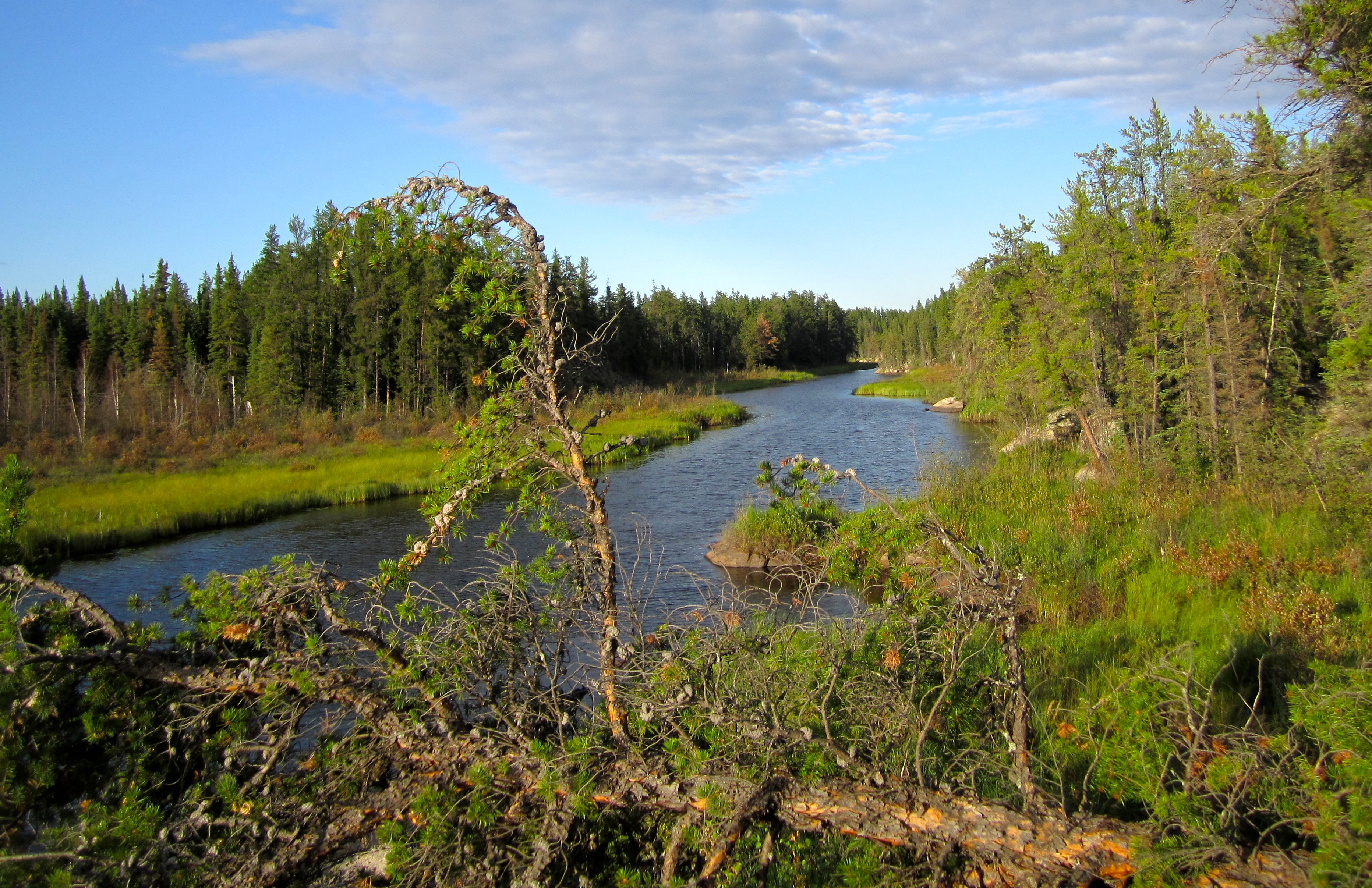
Le ruisseau Mistik.

- La rivière Manigotagan.Rivière Manigotagan
- Rivière Minago
- Rivière Mink
- Rivière Minnedosa
- Le ruisseau Mistik.Ruisseau Mistik

## N
- Fleuve Nelson

## O
- Ruisseau Omand's
- Rivière Overflowing
- Rivière Owl

## P

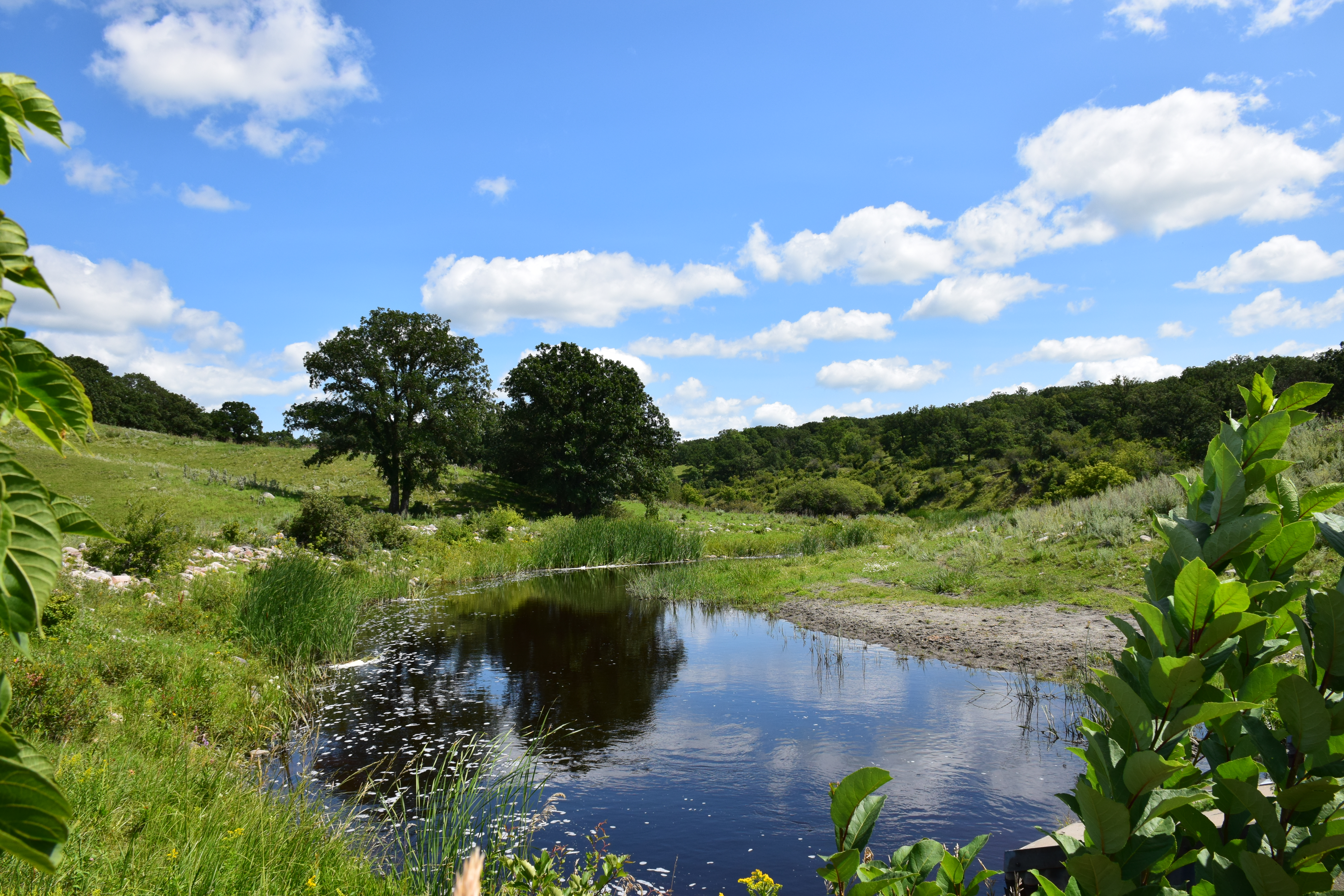
La rivière Pembina.

- Rivière Pasquatchai
- La rivière Pembina.Rivière Pasquia
- Rivière Pembina
- Rivière Pineroot
- Ruisseau Pipestone
- Ruisseau Plum
- Rivière Poplar
- Rivière de la Poule d'Eau

## Q
- Rivière Qu'Appelle

## R

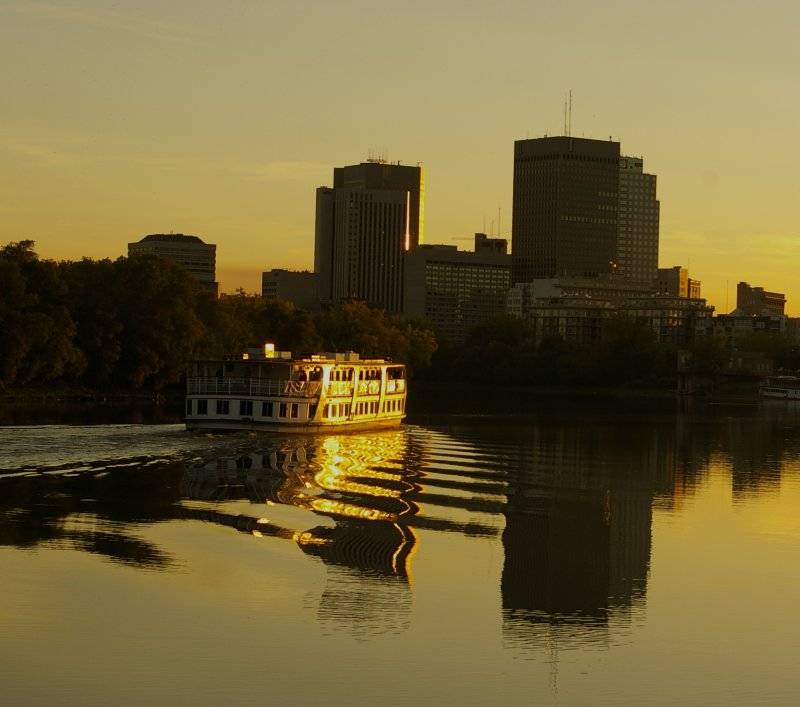
La rivière Rouge à Winnipeg.

- La rivière Rouge à Winnipeg.Rivière aux Rats (rivière Burntwood)
- Rivière aux Rats (rivière Rouge)
- Rivière Red Deer
- Rivière Rouge
- Rivière Roaring
- Rivière Roseau

## S

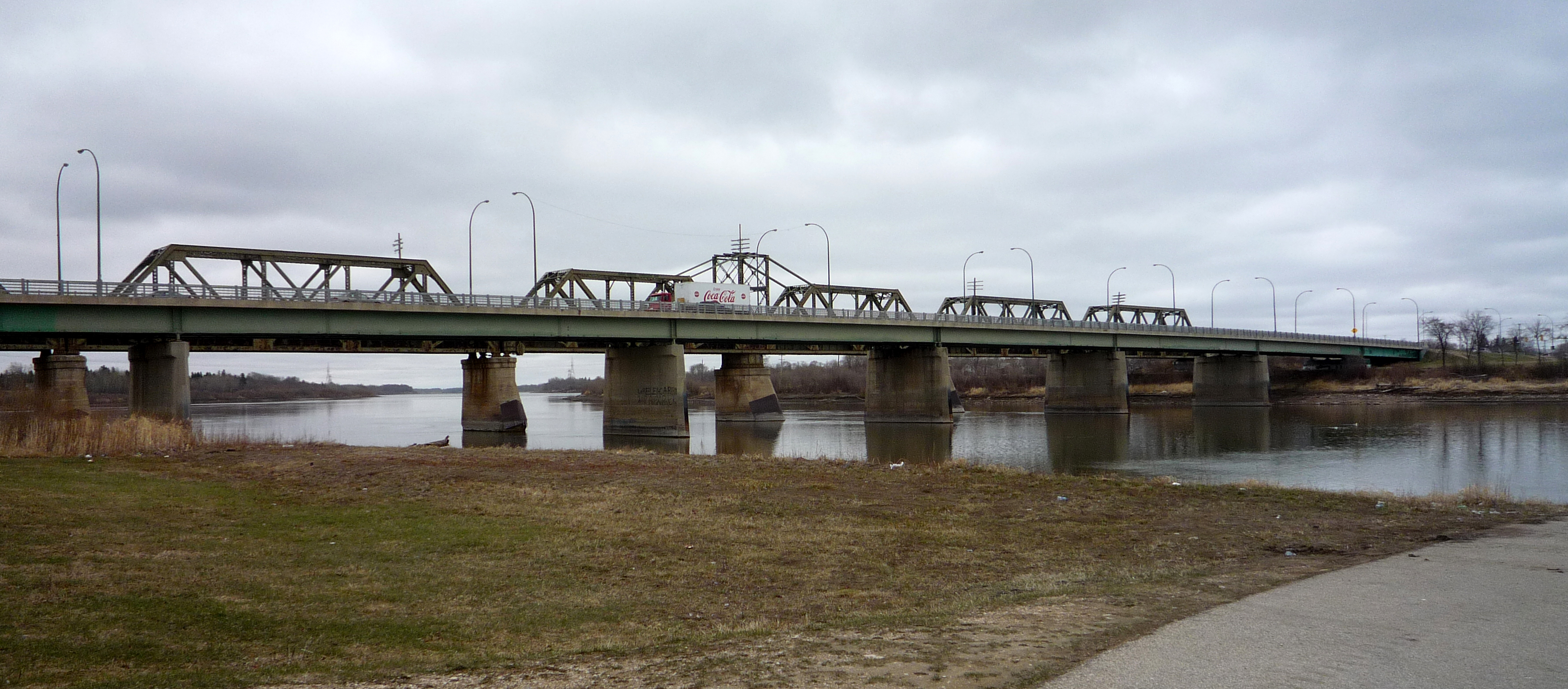
La rivière Saskatchewan à Le Pas.

- Rivière Saskatchewan
- Rivière Seal
- Rivière Seine
- La rivière Saskatchewan à Le Pas.Rivière Shell

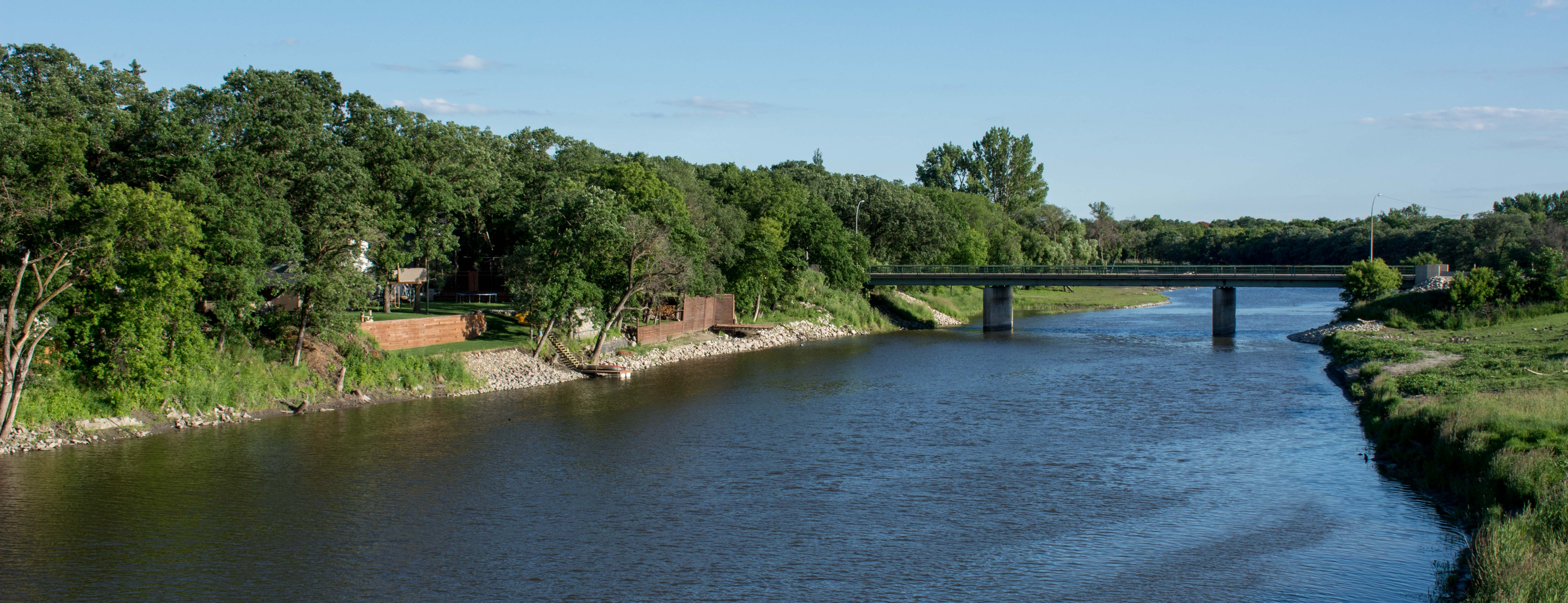
La rivière Souris.

- Ruisseau Silcox
- Ruisseau Sky Pilot
- Rivière Souris
- Ruisseau Sturgeon
- Rivière Sturgeon
- Rivière Swan
- Ruisseau SwiftLa rivière Souris.

## T
- Ruisseau Tiny
- Rivière Turtle

## V
- Rivière Valley
- Ruisseau Vamp
- Rivière Vermillon

## W

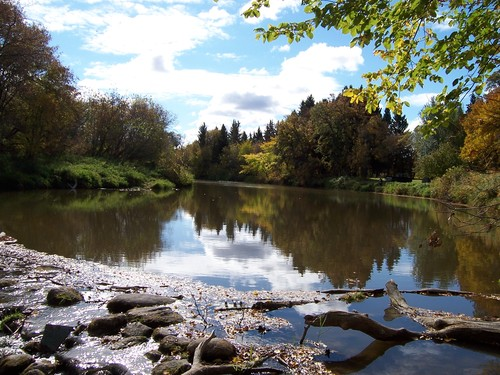
La rivière Whitemud.

- Rivière Weir
- La rivière Whitemud.Rivière Wesachewan
- Rivière Whitefish
- Rivière Whitemouth
- Rivière Whitemud
- Rivière Whiteshell
- Ruisseau Willow
- Rivière Winnipeg
- Rivière Wolf
- Rivière Woody